# 2-氟-4-碘吡啶
2-氟-4-碘吡啶是一种有机化合物，化学式为C5H3FIN，它是氟碘吡啶的同分异构体之一。它可由4-氨基-2-氟吡啶的重氮化-碘化反应得到，或通过2-氟-3-碘吡啶在二异丙基氨基锂的存在下于低温四氢呋喃中的重排反应得到。它和三甲基硅基乙炔在三乙胺的存在下、碘化亚铜和二氯化二(三苯基膦)钯的催化下反应，可以得到4-三甲基硅基乙炔基-2-氟吡啶。